# Melanoplus decoratus
Melanoplus decoratus är en insektsart som beskrevs av Morse 1904. Melanoplus decoratus ingår i släktet Melanoplus och familjen gräshoppor. Inga underarter finns listade i Catalogue of Life.